# Grammysioidea
Grammysioidea zijn een uitgestorven superfamilie uit de superorde Imparidentia.

## Families
- † Grammysiidae S.A. Miller, 1877
- † Sanguinolitidae S.A. Miller, 1877